# Spreeeck
Spreeeck ist ein Wohnplatz der Stadt Erkner im Landkreis Oder-Spree Brandenburg.

## Geografische Lage
Der Wohnplatz liegt rund 1,6 km südwestlich des Stadtzentrums von Erkner direkt am nördlich gelegenen Dämeritzsee. Im Osten und Süden grenzt der Wohnplatz Neuseeland an, im Westen fließt die Spree in den Dämeritzsee. Dies stellt auch gleichzeitig die Landesgrenze zu Berlin dar.

## Geschichte
Das Spree Eck erschien erstmals im Zusammenhang mit Gründung der Landgemeinde Erkner und wurde dort im Jahr 1932 als einer von insgesamt zehn Wohnplätzen Erkners geführt. Die Planungen für eine Bebauung fanden bereits im Jahr 1909 statt. In der Zeit des Nationalsozialismus besaß die Interessengemeinschaft Erkner-Spree-Eck dort das Recht zur Fischerei.